# Frank Bridge
Frank Bridge (Brighton, 26 de febrer de 1879 – Eastbourne, 10 de gener de 1941) fou un director d'orquestra i compositor anglès.

## Biografia
Bridge va néixer a Brighton, el novè fill de William Henry Bridge (1845-1928), professor de violí i director de teatre de varietats, abans mestre d'impressores litogràfics d'una família de cordoners, i la seva segona esposa, Elizabeth (de soltera Warbrick). ; 1849-1899). El seu pare "governava la casa amb una vara de ferro", i insistia que el seu fill passava regularment moltes hores practicant el violí; quan Frank esdevingué prou hàbil, tocaria amb les bandes de fossa del seu pare, dirigint en la seva absència, també arreglant música i substituint altres instrumentistes. Va estudiar al Royal College of Music de Londres de 1899 a 1903 amb Charles Villiers Stanford i altres. Va tocar en diversos quartets de corda, incloent el segon violí per al Quartet Grimson i la viola per al Quartet de corda anglès (juntament amb Marjorie Hayward). També va dirigir, de vegades substituint Henry Wood, abans de dedicar-se a la composició, rebent el patrocini d'Elizabeth Sprague Coolidge.
Segons Benjamin Britten, Bridge tenia fortes conviccions pacifistes, i es va veure profundament pertorbat per la Primera Guerra Mundial, encara que l'abast del seu pacifisme ha estat qüestionat en els estudis recents. Durant la guerra i immediatament després, Bridge va escriure una sèrie de peces pastorals i elegíaques que semblen buscar consol espiritual; Les principals d'aquestes són Lament per a cordes, Summer per a orquestra, A Prayer per a cor i orquestra i una sèrie d'obres pastorals per a piano. El Lament (per a Catherine, de 9 anys "RMS Lusitania" 1915), per a orquestra de corda, va ser escrit com a memorial de l'enfonsament del RMS Lusitania. La peça va ser estrenada per la "New Queen's Hall Orchestra", dirigida pel compositor, el 15 de setembre, als The Proms de 1915, com a part d'un programa de "Música popular italiana", la resta del qual va ser dirigida per Henry Wood.
Bridge va ensenyar en privat a Benjamin Britten, qui més tard va defensar la música del seu professor i li va retre homenatge a les Variations on a Theme of Frank Bridge (1937), basades en un tema del segon dels Three Idylls for String Quartet de Bridge (1906). Tanmateix, Bridge no va ser molt actiu com a professor de composició, i el seu estil d'ensenyament no era convencional: sembla que es va centrar en qüestions estètiques, escriptura idiomàtica i claredat, més que en una formació tècnica exhaustiva. Britten va parlar molt bé del seu ensenyament, dient famosament el 1963 que encara sentia que "encara no havia arribat als estàndards tècnics" que Bridge li havia establert. Quan Britten va marxar als Estats Units amb Peter Pears el 1939, Bridge li va lliurar la seva viola Giussani i li va desitjar "bon viatge i bon retorn"; Bridge va morir el 1941 sense tornar a veure a Britten.

## Música
Les primeres obres existents són una sèrie d'obres de cambra substancials produïdes durant els seus estudis amb C.V. Stanford al "Royal College of Music", juntament amb una sèrie d'obres més breus de diversos gèneres. Bridge va completar la seva primera gran partitura orquestral, un poema simfònic (de vegades anomenat Mid of the Night), poc després d'acabar els seus estudis. Brahms, Beethoven, Txaikovski, César Franck i Gabriel Fauré són influències notables en aquest període.
Les obres realitzades els anys següents suggereixen la recerca d'un idioma més madur i expressiu, que culmina amb el tumultuós First String Quartet i una sèrie de Fantasies per a conjunts de cambra. El seu idioma orquestral es va desenvolupar més gradualment, assolint una nova maduresa en The Sea de 1911, que es convertiria en la seva obra orquestral més popular i reeixida, rebent freqüents actuacions als concerts "Henry Wood Promenade" durant la seva vida.
En el període previ al pont de la Primera Guerra Mundial demostra un interès per les tendències més modernistes, sobretot en Dance Poem de 1913, que suggereix la influència de Stravinski i Debussy. Durant el període de la guerra, la seva exploració generalment va adoptar formes més moderades, la majoria de les vegades un pastoralisme influenciat per l'impressionisme, tot i que obres com els Dos poemes per a orquestra i diverses peces per a piano mostren desenvolupaments significatius en el seu llenguatge harmònic, específicament cap a un colorista i no funcional. ús de l'harmonia, i una preferència per l'harmonia derivada d'escales simètriques com ara el to sencer i l'octatònic. Durant el mateix període Bridge va completar dues de les seves obres de cambra més reeixides, el segon quartet de corda i la sonata per a violoncel.
El llenguatge de Bridge a les obres de guerra tendeix a la moderació, però després de la guerra el seu llenguatge es va desenvolupar de manera significativa, basant-se en els experiments d'harmonia impressionista que es troben en el piano de guerra i la música orquestral. Les ambicions tècniques de Bridge (documentades en la seva correspondència) el van impulsar a intentar obres més complexes, més grans, amb elements harmònics més avançats i treballs motímics. Algunes de les obres resultants tenen algunes connexions expressives amb la Primera Guerra Mundial, que sembla haver influït en l'estat d'ànim de la Sonata per a piano (1921-24, dedicada al seu amic Ernest Farrar, mort el 1918) i sens dubte lOració (1929-30).
Durant la dècada de 1920, Bridge va perseguir les seves ambicions d'escriure obres més serioses i substancials. La Sonata per a piano va ser la primera obra important que va mostrar el seu llenguatge posttonal madur a una escala substancial. Aquest llenguatge es desenvolupa i s'utilitza amb més eficàcia al Tercer Quartet de corda, que va provocar una sèrie de grans obres orquestrals i de cambra, algunes de les quals es troben entre les més grans de Bridge.
Un darrer grup d'obres va seguir a la dècada de 1930 i principis dels 40, incloent el Quart Quartet de corda, el Phantasm per a piano i orquestra, Oració per a violoncel i orquestra, l'obertura Rebus i el primer moviment d'una simfonia projectada per a cordes.
Encara que no era un organista, ni personalment associat amb la música de l'Església anglesa, les seves peces curtes per a orgue han estat una de les més interpretades de tota la seva producció.
Bridge estava frustrat perquè els seus treballs posteriors fossin ignorats en gran manera mentre que els seus anteriors treballs "Edwardians" continuaven rebent atenció.

## Obra parcial
- Three Idyls
- Quartets en mi menor i en sol menor per a instruments d'arc
- Phantasy Quartet, per a piano i arc
- Sally in our Alley, quartet de corda
- Cherry Ripe, quartet de corda
- Sir Roger de Coverly, quartet de corda
- Sonata per a violoncel.

Obres per a orquestra
- Isabella, poema simfònic
- Dance Poem
- Suite per a orquestra de corda
- The Hunchback, amb cinc entreactes
- The Sea, suite,
- Dance Poem
- Summer, poema simfònic
- Lament per a instruments d'arc
- Two Poems
- Sir Roger de Coverley, en versió orquestral

Últimes produccions
- Enter Spring (1927),
- Concerto elegiaco (1930),
- Phantasm (1931),

Per a piano i orquestra
- Oration (1936), per a violoncel i orquestra
- New Oberture Rebus (1940).